# Labus rufomaculatus
Labus rufomaculatus är en stekelart som beskrevs av Vecht 1963. Labus rufomaculatus ingår i släktet Labus och familjen Eumenidae. Inga underarter finns listade i Catalogue of Life.